# Zatoka Adeńska
Zatoka Adeńska (arab. ‏خليج عدن‎) – obszar wodny (przez Międzynarodowe Biuro Hydrograficzne uznawany za morze) na Oceanie Indyjskim pomiędzy Jemenem na południowym brzegu Półwyspu Arabskiego a Somalią w Afryce. Na północnym zachodzie łączy się z Morzem Czerwonym przez cieśninę Bab al-Mandab.
Głębokość maksymalna 3680 m.